# Ганенбах
Ганенбах (нім. Hahnenbach) — громада в Німеччині, розташована в землі Рейнланд-Пфальц. Входить до складу району Бад-Кройцнах. Складова частина об'єднання громад Кірн-Ланд.
Площа — 2,79 км2. Населення становить 515 ос. (станом на 31 грудня 2020).